# Jean Danjou

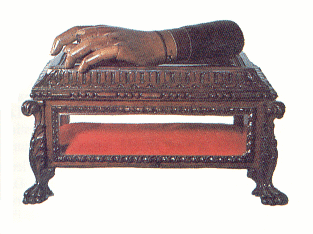
Proteza ręki Jeana Danjou w muzeum w Aubagne

Jean Danjou (ur. 15 kwietnia 1828 w Chalabre, Francja, zginął 30 kwietnia 1863 w Camarón de Tejeda, Meksyk) – oficer francuskich wojsk kolonialnych.

## Życiorys
Urodził się w Chalabre, małej miejscowości u podnóża Pirenejów, na południu Francji. Ojciec był francuskim oficerem a matka właścicielem fabryki materiałów sukienniczych. Był czwartym dzieckiem z ośmiorga potomstwa. Po ukończeniu szkoły podstawowej w wieku 15 lat rozpoczął pracę w rodzinnej fabryce. W roku 1847 wstąpił na uczelnię École Spéciale Militaire de Saint-Cyr. Po ukończeniu akademii został przydzielony do 51 Pułku Piechoty Liniowej. Przeniesiony w 1852 do Legii Cudzoziemskiej. Ranny stracił rękę. Nie godząc się ze swoim kalectwem, kazał zrobić sobie drewnianą protezę, żeby nadal służyć w armii. Proteza przechowywana jest w muzeum Legii Cudzoziemskiej w Aubagne i traktowana jest niemal jak relikwia. Kapitan zasłynął heroiczną obroną, podczas bitwy pod Camerone. Przeszedł do historii formacji jako wzór zachowania Legionisty. Rocznica bitwy obchodzona jest jako święto jednostki. Jean Danjou został odznaczony Legią Honorową V klasy.

## Służba wojskowa
- Akademia wojskowa – École Spéciale Militaire de Saint-Cyr 1847–1850
- 51 Pułk Piechoty Liniowej 1850–1852
- Legia Cudzoziemska – 2 Cudzoziemski Pułk Piechoty 1852–1856
- 26 Pułk Piechoty 1856–1857
- Legia Cudzoziemska – 2 Cudzoziemski Pułk Piechoty 1857–1863

## Kampanie
- Algieria: Kabylie
- Wojna krymska: oblężenie Sewastopola
- Wojna francusko-austriacka: bitwa pod Magentą, bitwa pod Solferino
- Maroko
- Francuska interwencja w Meksyku: bitwa o Camerone